# Olof Thunbergs teaterproduktioner
Olof Thunberg (1925–2020) var en svensk skådespelare och regissör som medverkat i följande teaterproduktioner.

## Roller
| År   | Roll                                                                                   | Produktion | Regi                    | Teater | ggr   | Ref.                            |
| ---- | -------------------------------------------------------------------------------------- | --- | ----------------------- | --- | ----- | ------------------------------- |
| 1944 | tenngjutaregesäll P.A.T. Pettersson                                                    | Tenngjutaregården Ernst Berg                                                                                                   |                         | Scenklubben, Vallby friluftsmuseum, Västerås 22–23 juli 1944 | 2     | [ 1 ] [ 2 ] [ 3 ] [ 4 ]         |
| 1945 | affärsman                                                                              | Till främmande hamn Sutton Vane                                                                                                |                         | Scenklubben, Västerås sommaren 1945 |       | [ 2 ] [ 1 ]                     |
| 1945 | Herr Sture Jonsson Tre Dosor                                                           | Sture Jonsson Tre Dosor Bo Setterlind                                                                                          | Olof Thunberg           | Scenklubben, Folkets park, Västerås 15 augusti 1945 | 1     | [ 5 ]                           |
| 1947 |                                                                                        | Arsenik och gamla spetsar Joseph Kesselring                                                                                    |                         | Folkparksturné |       | [ 6 ] [ 7 ]                     |
| 1948 | Herodes                                                                                | Att följa en stjärna Olov Hartman                                                                                              | Olof Thunberg           | Flickskolans vid Västerbroplan aula 14 januari 1948– |       | [ 8 ]                           |
| 1948 | Claudius                                                                               | Hamlet William Shakespeare | Olof Thunberg           | Konstakademien 8 maj 1948– |       | [ 9 ]                           |
| 1949 | Stanislaus [därtill ytterligare en roll]                                               | Fågelhandlaren Carl Zeller | Olof Thunberg           | Västerås teater 11 mars 1949– (≥15 framföranden) Oscarsteatern 6–8 maj 1949 (3 framföranden)                                                                          | 21    | [ 12 ] [ 13 ] [ 11 ]            |
| 1950 |                                                                                        | Sista skriket Gösta Bernhard och Stig Bergendorff                                                                              |                         | Casinorevyn, folkparksturné |       | [ 14 ] [ 15 ]                   |
| 1951 | Ayrton, löjtnant                                                                       | Kapten Grant och hans barn Jules Verne                                                                                         | Carl-Henrik Fant        | Dramaten, stora scenen 15 februari 1951– | 13    | [ 16 ]                          |
| 1951 | Haley                                                                                  | Onkel Toms stuga Harriet Beecher Stowe                                                                                         | Carl-Henrik Fant        | Dramaten, stora scenen 22 maj 1951– | 13    | [ 17 ]                          |
| 1951 | Blixt Ferndal, klockare Lasse Warg Fox Anders Hans                                     | Amorina Carl Jonas Love Almqvist                                                                                               | Alf Sjöberg             | Dramaten, lilla scenen 1 juni 1951– | 14    | [ 18 ]                          |
| 1951 | Arv                                                                                    | Maskerad Ludvig Holberg | Gunnar Skoglund         | Billingsfors friluftsteater 14 juli 1951– |       | [ 19 ] [ 20 ]                   |
| 1951 |                                                                                        | Typernas kabaret |                         | Tyrolen 15 september 1951– |       | [ 21 ]                          |
| 1951 | Tuck                                                                                   | Robin Hood Owen Davis | Arne Ragneborn          | Dramaten, stora scenen 1 oktober 1951– | 12    | [ 22 ]                          |
| 1951 | Doktor Pfeffer                                                                         | Diamanten Friedrich Hebbel | Rune Carlsten           | Dramaten, stora scenen 3 oktober 1951– | (46)  | [ 23 ]                          |
| 1951 | Likdrängen En borgare                                                                  | Mäster Olof August Strindberg                                                                                                  | Alf Sjöberg             | Dramaten, lilla scenen 26 oktober 1951– | 57    | [ 24 ]                          |
| 1951 | Svensson                                                                               | Kungens paket Staffan Tjerneld och Alf Henrikson                                                                               | Arne Ragneborn          | Dramaten, stora scenen 17 november 1951– | 13    | [ 25 ]                          |
| 1952 | Tebansk man                                                                            | Konung Oidipus Sofokles | Olof Molander           | Dramaten, stora scenen 27 januari 1952– | (48)  | [ 26 ]                          |
| 1952 | Andre ligisten Kören: Mannen med den sjuka ryggen                                      | Simon trollkarlen Tore Zetterholm                                                                                              | Arne Ragneborn          | Dramaten, stora scenen 2 februari 1952–? (Andre ligisten) 2 mars– (Kören: Mannen med den sjuka ryggen)                                                                | (21)  | [ 27 ]                          |
| 1952 | En spåman                                                                              | Antonius och Kleopatra William Shakespeare                                                                                     | Olof Molander           | Dramaten, stora scenen 7 mars 1952– | 47    | [ 28 ]                          |
| 1952 | Avdulin                                                                                | Revisorn Nikolag Gogol | Rune Carlsten           | Dramaten, stora scenen 11 september 1952– | 69    | [ 29 ]                          |
| 1952 | en chaufför                                                                            | Pygmalion George Bernard Shaw                                                                                                  | Alf Sjöberg             | Dramaten, stora scenen 7 november 1952– | 55    | [ 30 ]                          |
| 1953 | Man 2 Kristen fånge 2                                                                  | Barabbas Pär Lagerkvist | Olof Molander           | Dramaten, stora scenen 30 januari 1953– | 44    | [ 31 ]                          |
| 1953 | Medverkande i Det franska entr'act                                                     | De båda döva (till förmån för Svenska Teatern i Wasa) Jules Moineaux                                                           | Rune Carlsten           | Dramaten, stora scenen 7 februari 1953– | 1     | [ 32 ]                          |
| 1953 | Sampson Kaptenen vid vakten                                                            | Romeo och Julia William Shakespeare                                                                                            | Alf Sjöberg             | Dramaten, stora scenen 20 mars 1953– | 59    | [ 33 ]                          |
| 1953 | Frosch, fångvaktare                                                                    | Läderlappen | Göran Gentele           | Operan 9 maj 1953–17 juni 1953 |       | [ 35 ]                          |
| 1953 | Tirsis                                                                                 | Herdespel Olof von Dalin | Rune Carlsten           | Drottningholmsteatern 29 maj 1953– | 5     | [ 36 ]                          |
| 1953 | Hr Knäcksell, kypare                                                                   | Positivhataren August Blanche                                                                                                  | Gösta Terserus          | Parkteatern, Stockholm 4 juli 1953– | 13    | [ 38 ] [ 39 ]                   |
| 1953 | Gatusångaren                                                                           | Tolvskillingsoperan Bertolt Brecht och Kurt Weill                                                                              | John Zacharias          | Norrköping-Linköping stadsteater 4 september 1953– | 37    | [ 40 ] [ 41 ]                   |
| 1953 | Dr Relling                                                                             | Vildanden Henrik Ibsen | Ingrid Luterkort        | Norrköping-Linköping stadsteater |       |                                 |
| 1954 | Lennart                                                                                | Litet bo Herbert Grevenius | John Zacharias          | Norrköping-Linköping stadsteater 23 april 1954– | 24    | [ 43 ] [ 41 ]                   |
| 1955 | Grumio                                                                                 | Så tuktas en argbigga William Shakespeare                                                                                      | John Zacharias          | Norrköping-Linköping stadsteater 6 april 1955– | 30    | [ 44 ] [ 42 ]                   |
| 1955 | Relling                                                                                | Vildanden Henrik Ibsen | Alf Sjöberg             | Dramaten, lilla scenen 28 oktober 1955– | (103) | [ 45 ]                          |
| 1956 | Professor David-Kouglow, psykoanalytiker                                               | Min man har komplex Jean Bernard-Luc                                                                                           | Sture Lagerwall         | Intiman 23 maj 1956– | >100  | [ 51 ] [ 47 ]                   |
| 1957 | Gustav Vasa                                                                            | Gustav Vasa August Strindberg                                                                                                  | John Zacharias          | Norrköping-Linköping stadsteater 19 februari 1957– | 31    | [ 52 ] [ 53 ]                   |
| 1957 | Jeeves                                                                                 | Markisinnan Noel Coward | Gösta Folke             | Intiman 25 april 1957– | 31    | [ 55 ] [ 49 ]                   |
| 1957 | Dolittle                                                                               | Pygmalion George Bernard Shaw                                                                                                  | John Zacharias          | Norrköping-Linköping stadsteater 31 augusti 1957– | 30    | [ 57 ] [ 58 ]                   |
| 1958 | Sancho Panza                                                                           | Don Quijote Wulf Leisner | Lars-Erik Liedholm      | Norrköping-Linköping stadsteater 7 februari 1958– | 29    | [ 60 ] [ 58 ]                   |
| 1958 | Teddy Brewster                                                                         | Arsenik och gamla spetsar Joseph Kesselring                                                                                    | Olof Thunberg           | Intiman 17 april 1958– | 52    | [ 62 ] [ 49 ]                   |
| 1958 | Botten vävare                                                                          | En midsommarnattsdröm William Shakespeare                                                                                      | Sandro Malmquist        | Skansens friluftsteater 20 juni 1958– |       | [ 63 ] [ 64 ]                   |
| 1959 | Emile Magis                                                                            | Ägget Félicien Marceau | Åke Falck               | Intiman 4 februari 1959– | 122   | [ 65 ] [ 66 ]                   |
| 1959 | Botten Vävare                                                                          | En midsommarnattsdröm William Shakespeare                                                                                      | Sandro Malmquist        | Skansens friluftsteater 24 augusti 1959– |       | [ 64 ] [ 67 ]                   |
| 1959 | Bob Le Hotu                                                                            | Irma la Douce Alexandre Breffort och Marguerite Monnot                                                                         | Åke Falck               | Scalateatern 29 oktober 1959– | 97    | [ 68 ] [ 69 ]                   |
| 1960 | Karl-Ludvig                                                                            | Kvartetten som sprängdes Birger Sjöberg                                                                                        | Åke Falck               | Skansens friluftsteater 22 juni 1960– | 68    | [ 70 ] [ 64 ]                   |
| 1960 | Hugo                                                                                   | Luftslott i Sverige Francoise Sagan                                                                                            | Josef Halfen            | Intiman i Malmö (Malmö stadsteater) 26 augusti–1 oktober 1960 | 94    | [ 71 ] [ 72 ] [ 73 ]            |
| 1960 |                                                                                        | Fällan Robert Thomas | Åke Engfeldt            | Intiman i Malmö (Malmö stadsteater) 21 oktober–1 december 1960 | 42    | [ 72 ] [ 74 ]                   |
| 1960 | Enok                                                                                   | Midsommardröm i fattighuset Pär Lagerkvist                                                                                     | Yngve Nordwall          | [Intiman i Malmö (Malmö stadsteater) 9 december 1960–1 februari 1961                                                                                                  | 49    | [ 76 ] [ 72 ] [ 77 ]            |
| 1961 | Grumio                                                                                 | Så tuktas en argbigga William Shakespeare                                                                                      | Per Gerhard             | Vasateatern 1 oktober 1961– | 167   | [ 78 ] [ 79 ]                   |
| 1963 | Charles                                                                                | Se men inte höra Peter Shaffer                                                                                                 | Hasse Ekman Gösta Ekman | Intiman 9 november 1963– | 39    | [ 80 ] [ 81 ]                   |
| 1964 |                                                                                        | Söderkåkar Gideon Wahlberg | Helge Hagerman          | Parkteatern, Stockholm 10–26 juni 1964 | 12    | [ 82 ] [ 83 ]                   |
| 1964 | Ulrik Selander, major Sjömannen Barnafadern Prästen Brandsoldaten Nattvandraren Ängeln | Apoteket Sparven Hasse Ekman                                                                                                   | Hasse Ekman             | Intiman 11 september 1964– | 91    | [ 84 ]                          |
| 1965 |                                                                                        | O Sandro Key-Åberg | Claes von Rettig        | Lilla teatern 30 mars 1965– Chat Noir, Oslo 20–23 maj 1965 |       | [ 86 ] [ 87 ] [ 88 ]            |
| 1965 | Milt                                                                                   | Kääärlek Murray Schisgal | Keve Hjelm              | Lilla teatern och Kretsteatern 8 oktober 1965–11 april 1966 | 157   | [ 89 ] [ 90 ] [ 91 ]            |
| 1966 | Gregerson                                                                              | Nationalmonumentet Tor Hedberg                                                                                                 | Helge Hagerman          | Parkteatern, Stockholm 14 juni 1966– |       | [ 92 ] [ 93 ]                   |
| 1967 | Cass Henderson                                                                         | Alltid på en onsdag Muriel Resnik                                                                                              | Kåre Santesson          | Lilla teatern 5 januari 1967–14 januari 1968 | >150  | [ 95 ] [ 96 ] [ 97 ]            |
| 1967 | Magni                                                                                  | Marknadsafton Vilhelm Moberg                                                                                                   | Olof Thunberg           | Parkteatern, Stockholm 2 augusti 1967– |       | [ 98 ] [ 99 ]                   |
| 1968 | Richard Pawling George Bob Herbert                                                     | Älskling, du vet att jag inte hör dig när vattnet rinner (You Know I Can't Hear You When The Water Is Running) Robert Anderson | Per Gerhard             | Lilla teatern 1 mars 1968– | 193   | [ 100 ] [ 96 ] [ 101 ] [ 102 ]  |
| 1970 | samtliga resenärer                                                                     | Främlingar i Falun Alf Henrikson                                                                                               |                         | Stadsteatern, Falun 6 maj 1970 |       | [ 103 ]                         |
| 1971 |                                                                                        | Scensommar Björn Barlach | Olof Thunberg           | Vallby friluftsteater, Västerås sommaren 1971 |       | [ 104 ] [ 105 ]                 |
| 1971 | William Featherstone                                                                   | Hur andra älskar Alan Ayckbourn                                                                                                | Per Gerhard             | Vasateatern 29 september 1971– |       | [ 106 ] [ 107 ]                 |
| 1973 |                                                                                        | Hur andra älskar Alan Ayckbourn                                                                                                |                         | Riksteatern (i samarbete med Vasan) ? september 1973–? |       | [ 108 ] [ 109 ]                 |
| 1974 | Njegus                                                                                 | Glada änkan Franz Lehár, Victor Léon och Leo Stein                                                                             | Isa Quensel             | Oscarsteatern 11 oktober 1974– |       | [ 110 ] [ 111 ]                 |
| 1975 | Jimmy Smith                                                                            | No, No, Nanette Vincent Youmans, Otto Harbach, Frank Mandel och Irving Caesar                                                  | Isa Quensel             | Oscarsteatern 30 december 1975– |       | [ 112 ] [ 113 ]                 |
| 1976 | Sigismund                                                                              | Vita hästen Hans Müller och Ralph Benatzky                                                                                     | Jackie Söderman         | Oscarsteatern 24 september 1976– |       | [ 114 ] [ 115 ]                 |
| 1977 | Alfred P. Doolittle                                                                    | My Fair Lady Frederick Loewe och Alan Jay Lerner                                                                               | Henny Mürer             | Oscarsteatern 23 september 1977– |       | [ 116 ] [ 117 ]                 |
| 1977 | Gustav Vasa                                                                            | 1527, Gustav Wasas Riksdag i Westerås Arne I. Johansson                                                                        | Göran Sarring           | Friluftsskådespel på Fiskartorget, Västerås 10 juni–19 juni 1977 |       | [ 118 ] [ 119 ] [ 120 ]         |
| 1980 | Andreas Jarl                                                                           | Änkeman Jarl Vilhelm Moberg | Olof Thunberg           | Komediteatern, Gröna Lund 9 september 1980– |       | [ 121 ]                         |
| 1980 |                                                                                        | Bäddat för tre Claeude Magnier                                                                                                 | Stig Olin               | Folkan 26 december 1980– |       | [ 122 ]                         |
| 1981 | Dr Alfred Feldmann                                                                     | Duett för en Tom Kempinski | Hans Bergström          | Riksteatern 15 september 1981–? Stockholms stadsteater/Klarateatern 8 januari 1982–? ? 1982 Turné nypremiär februari 1983                                             | 106   | [ 126 ] [ 127 ] [ 128 ] [ 129 ] |
| 1982 | Giesecke                                                                               | Vita hästen Ralph Benatzky | Hans Bergström          | Riksteatern 2 juli 1982– | 39    | [ 130 ] [ 131 ] [ 132 ]         |
| 1982 | Medverkande                                                                            | Mot allt förnuft Eva Moberg och Gottfried Grafström                                                                            | Lennart Kollberg        | Riksteatern 23 september 1982– | 61    | [ 133 ] [ 134 ] [ 135 ]         |
| 1983 | Botten Vävare                                                                          | En midsommarnattsdröm William Shakespeare                                                                                      | Hans Bergström          | Riksteatern 9 juni 1983–15 juli 1983 | >17   | [ 136 ] [ 137 ]                 |
| 1984 | Löparnisse                                                                             | Värmlänningarna F.A. Dahlgren                                                                                                  | Per-Erik Örhn           | Riksteatern 7 juli 1984– |       | [ 138 ]                         |
| 1984 | Medverkande                                                                            | Ur svenska hjärtans djup Olof Thunberg                                                                                         | Hans Bergström          | Spektakelhuset/Riksteatern 7 november 1984–21 februari 1985 (54 framföranden) Intiman ca 10–19 april 1985 (7 framföranden) Spektakelhuset mars 1985 – åtminstone 1992 | >61   | [ 139 ] [ 140 ] [ 141 ]         |
| 1985 | Peachum                                                                                | Tiggarens opera John Gay och William Pepusch                                                                                   | Ann Margret Pettersson  | Confidencen 24 maj–14 juni 1985 20–26 juni 1986 | 19    | [ 143 ] [ 144 ] [ 145 ]         |
| 1986 | Farfar (sjukvikarie åt Martin Ljung)                                                   | Skål! Lars Amble, Magnus Härenstam, Brasse Brännström och Lill Lindfors                                                        | Lars Amble              | Maximteatern 14 mars 1986– | (179) | [ 147 ] [ 148 ]                 |
| 1986 | Edouard Dindon                                                                         | La cage aux folles Jerry Herman och Harvey Fierstein                                                                           | Mary Bettini            | Oscarsteatern 26 september 1986–15 mars 1987 | 149   | [ 150 ] [ 151 ] [ 152 ]         |
| 1986 | Paradis-Oskar                                                                          | Rasmus på luffen Astrid Lindgren                                                                                               | Staffan Götestam        | Maximteatern 26 december 1986–10 maj 1987 Gästspel i Göteborg april 1987 Riksteatern 28 juni–14 augusti 1987                                                          | 101   | [ 155 ] [ 156 ] [ 157 ] [ 158 ] |
| 1987 |                                                                                        | Spel för en drottning | Olof Thunberg           | Confidencen 3(?)–5 september 1987 | (12)  | [ 160 ] [ 161 ] [ 162 ] [ 159 ] |
| 1987 | (enmansteater)                                                                         | Bilder ur Sveriges historia |                         | Ekebyhovs slott 3 oktober 1987 |       | [ 163 ]                         |
| 1988 | Stolpe                                                                                 | Siri Brahe Gustav III | Olof Thunberg           | Confidencen 9–31 maj 1988 28 juni–7 juli 1988 | ≥19   | [ 166 ] [ 167 ]                 |
| 1989 | Svejk                                                                                  | Soldaten Svejk Hans Bergström och Olof Thunberg efter Jaroslav Haseks roman                                                    | Hans Bergström          | Östgötateatern 20 januari 1989– | 82    | [ 168 ] [ 169 ] [ 170 ]         |
| 1989 | Frank Foster                                                                           | Hur andra älskar Alan Ayckbourn                                                                                                | Olof Thunberg           | Intiman 29 september 1989– | 133   | [ 172 ]                         |
| 1990 |                                                                                        | Det låg ett skimmer över Gustafs dagar Gunilla Roempke                                                                         | Gunilla Roempke         | Confidencen 14 augusti–8 september 1990 |       | [ 173 ] [ 174 ]                 |
| 1991 | Billy                                                                                  | Gröna hissen Avery Hopwood | Hans Bergström          | Vasan 18 januari 1991– | 96    | [ 175 ] [ 176 ] [ 177 ]         |
| 1991 |                                                                                        | Rum för två eller Min hustru Fritt efter H.C. Andersens bearbetning                                                            | Pi Lind                 | Komediteatern, Gröna Lund 25 juni–29 augusti 1991 | 42    | [ 178 ] [ 179 ] [ 180 ]         |
| 1991 | M. Champrinet                                                                          | I nöd och lust Georges Feydeau                                                                                                 | Ingvar Kjellson         | Dramaten, lilla scenen och/eller turné 17 augusti 1991– |       | [ 181 ]                         |
| 1992 | Douglas, revisor                                                                       | Press! Ett obehagligt stycke Ben Elton (översättn. o. bearbetn.: Lars Amble & Brasse Brännström)                               | Lars Amble              | Vasateatern 31 december 1992–april 1993 (60 framföranden) 29 september 1993–19 mars 1994 (75 framföranden)                                                            | 135   | [ 186 ] [ 187 ]                 |
| 1994 | Herr Schultz                                                                           | Cabaret John Kander, Fred Ebb och Joe Masteroff                                                                                | Lars-Erik Liedholm      | Intiman 3 september 1994– | 160   | [ 188 ]                         |
| 1997 | överläkare                                                                             | Augusti för två Alexej Arbuzov                                                                                                 | Jan de Laval            | Turné med start i Skövde 21 februari 1997–åtminstone 23 okt. 1997 | >18   | [ 190 ] [ 191 ]                 |
| 1998 | Kör                                                                                    | Lek ej med kärleken Alfred de Musset                                                                                           | Staffan Valdemar Holm   | Dramaten, lilla scenen 28 november 1998–? ? 1999 | 42    | [ 192 ] [ 193 ]                 |
| 1999 | Spöket                                                                                 | Råttfångaren Rikard Berqvist                                                                                                   | Agneta Ehrensvärd       | Dramaten, stora scenen 20 juli 1999– | 11    | [ 194 ] [ 195 ]                 |
| 2002 |                                                                                        | Carmen – en dröm |                         | Nybrokajen 11 21 februari 2002 |       | [ 196 ]                         |
| 2003 | General Mihail Brizzjalov Mannen Gentlemannen Potjatkin Fadern                         | Nysningen Neil Simon efter Tjechovs noveller                                                                                   | Johan Wahlström         | Stockholms stadsteater 12 december 2003–25 april 2004 |       | [ 197 ]                         |
| 2004 | biskop Johannes Rudbeckius                                                             | Christina – drottning av Guds nåde                                                                                             | Hans Klinga             | Studio Westmannia, Tidö slott 19 juni–4 juli 2004 |       | [ 199 ] [ 200 ] [ 201 ]         |
| 2005 | William Bond                                                                           | Kvartetten Ronald Harwood | Lena T. Hansson         | Stockholms stadsteater 11 november 2005–12 maj 2006 | 78    | [ 202 ] [ 203 ]                 |

## Regi
| År   | Produktion                                             | Upphovsmän                                                                                                  | Teater | ggr | Kommentar                                                                                        | Ref.                    |
| ---- | ------------------------------------------------------ | --- | --- | --- | ------------------------------------------------------------------------------------------------ | ----------------------- |
| 1945 | Sture Jonsson Tre Dosor                                | Bo Setterlind                                                                                               | Scenklubben, Folkets park, Västerås 15 augusti 1945                                                            | 1   |                                                                                                  | [ 5 ]                   |
| 1948 | Hamlet (förkortad version)                             | William Shakespeare                                                                                         | Konstakademien 8 maj 1948–                                                                                     |     |                                                                                                  | [ 204 ]                 |
| 1948 | Saknadens hus                                          | Bo Sundberg                                                                                                 | Stockholms studentteater 5 december 1948–                                                                      |     |                                                                                                  | [ 205 ]                 |
| 1949 | Fågelhandlaren                                         | | Västerås teater 11 mars 1949– (≥15 föreställningar) Oscarsteatern 6–8 maj 1949 (3 föreställningar)             | 21  |                                                                                                  | [ 12 ] [ 11 ] [ 13 ]    |
| 1949 | Charleys tant                                          | Brandon Thomas                                                                                              | Friluftsteater vid Hwasserska skolan, Västerås ? juni 1949–                                                    |     |                                                                                                  | [ 206 ]                 |
| 1949 | En skugga                                              | Hjalmar Bergman                                                                                             | Teaterföreningen i Mariehamn 19 november 1949–                                                                 |     |                                                                                                  | [ 207 ]                 |
| 1950 | Bara kuta runt                                         | Gösta Norén och Olof Thunberg                                                                               | Västerås teater 3–5 mars 1950                                                                                  |     |                                                                                                  | [ 208 ] [ 209 ]         |
| 1950 | Törnrosa                                               | Gösta Norén och Olof Thunberg                                                                               | Västerås teater cirka 24–26 mars 1950 (5 föreställningar) Oscarsteatern 28–29 oktober 1950 (2 föreställningar) | 7   | Gästspel från Västerås läroverk, elevteater.                                                     | [ 204 ] [ 211 ]         |
| 1950 | Miljonärer för en dag                                  | Fredrik Nyman                                                                                               | Hwasserska skolan, Västerås 1 juli 1950–                                                                       |     |                                                                                                  | [ 212 ]                 |
| 1951 | Flickan hon går i ringen                               | Lena Ekholm                                                                                                 | Genia i Lyceum 28 april 1951–                                                                                  |     |                                                                                                  | [ 213 ]                 |
| 1951 | Elevteaterafton                                        | | 8 oktober 1951–                                                                                                |     |                                                                                                  | [ 204 ]                 |
| 1952 | Ramido Marinesco                                       | Carl Jonas Love Almqvist                                                                                    | Dramaten, lilla scenen 26 december 1952–                                                                       | 13  |                                                                                                  | [ 204 ]                 |
| 1953 | Kyrkan i Kungsträdgården                               | Sten Kahnlund                                                                                               | S:t Jacob 20 maj 1953–                                                                                         | ≥3  | Krönikespel i Kungsträdgården.                                                                   | [ 216 ] [ 217 ]         |
| 1953 | Den ljuva timmen L’heure Eblouissante                  | Anna Bonacci Översättning Per Gerhard                                                                       | Norrköping-Linköping stadsteater 14 oktober 1953–                                                              | 32  |                                                                                                  | [ 218 ] [ 219 ]         |
| 1953 | Trasiga änglar La Cuisine des Anges                    | Albert Husson Översättning Birgitta Hammar                                                                  | Norrköping-Linköping stadsteater 26 december 1953–                                                             | 38  |                                                                                                  | [ 220 ] [ 219 ]         |
| 1954 | Ramido Marinesco                                       | Carl Jonas Love Almqvist                                                                                    | Dramaten, lilla scenen (våren 1954)                                                                            | 11  |                                                                                                  | [ 204 ]                 |
| 1954 | Sagan                                                  | Hjalmar Bergman                                                                                             | Norrköping-Linköping stadsteater 19 mars 1954–                                                                 | 29  |                                                                                                  | [ 221 ] [ 219 ]         |
| 1954 | Thehuset Augustimånen The Tea House of the August Moon | John Patrick                                                                                                | Norrköping-Linköping stadsteater 23 november 1954–                                                             | 39  |                                                                                                  | [ 222 ] [ 223 ] [ 224 ] |
| 1955 | Lilla Helgonet Mam’zelle Nitouche                      | Henri Meilhac, Albert Millaud och Florimond Hervé Översättning Kar de Mumma, Karl-Ewert och Bertil Norström | Norrköping-Linköping stadsteater 12 januari 1955–                                                              | 46  |                                                                                                  | [ 225 ] [ 224 ]         |
| 1955 | En stackars lycklig man                                | Georges Neveux                                                                                              | Uppsala stadsteater 11 februari 1955–                                                                          | 19  |                                                                                                  | [ 226 ] [ 227 ]         |
| 1955 | Äktenskapsmäklerskan The Matchmaker                    | Thornton Wilder Översättning Stig Ahlgren                                                                   | Norrköping-Linköping stadsteater 11 oktober 1955–                                                              | 33  |                                                                                                  | [ 228 ] [ 229 ]         |
| 1956 | Åh, en så'n pappa! The remarkable Mr Pennypacker       | Liam O’Brien Översättning Eva Tisell                                                                        | Norrköping-Linköping stadsteater 10 april 1956–                                                                | 34  |                                                                                                  | [ 230 ] [ 229 ]         |
| 1956 | Det kalla ljuset Das Kalte Licht                       | Carl Zuckmayer                                                                                              | Intiman 19 april 1956–                                                                                         | 18  |                                                                                                  | [ 204 ]                 |
| 1957 | Lysistrate Λυσιστράτη, Lysistrátē                      | Aristofanes Översättning Hjalmar Gullberg och Ivar Harrie                                                   | Norrköping-Linköping stadsteater 15 december 1957–                                                             | 36  |                                                                                                  | [ 231 ] [ 232 ]         |
| 1958 | Arsenik och gamla spetsar Arsenic and Old Lace         | Joseph Kesselring                                                                                           | Intiman 17 april 1958–                                                                                         | 52  |                                                                                                  | [ 204 ]                 |
| 1958 | Levande ljus Bei Kerzenlicht                           | Siegfried Geyer                                                                                             | Intiman 15 september 1958–                                                                                     | 126 |                                                                                                  | [ 204 ]                 |
| 1959 | Orfeus Nilsson, revy                                   | Stig Bergendorff och Gösta Bernhard                                                                         | Blancheteatern 25 mars 1959                                                                                    | 226 | Regi tillsammans med Gösta Bernhard                                                              | [ 204 ]                 |
| 1963 | Dans på bryggan                                        | Gardar Sahlberg och Arne Eriksson m.fl.                                                                     | Hamburger Börs 4 juni 1963–                                                                                    |     |                                                                                                  | [ 234 ]                 |
| 1963 | Åh, sån familj …                                       | Gardar Sahlberg och Ove Magnusson                                                                           | Hamburger Börs 3 september 1963–                                                                               |     |                                                                                                  | [ 235 ]                 |
| 1967 | Marknadsafton                                          | Vilhelm Moberg                                                                                              | Parkteatern 2 augusti 1967–                                                                                    |     |                                                                                                  | [ 204 ]                 |
| 1971 | Scensommar                                             | Björn Barlach                                                                                               | Vallby friluftsteater, Västerås sommaren 1971                                                                  |     | Visades i TV1 efterföljande Valborgsmässoafton (då under namnet Om dessa buskar kunde tala ...). | [ 104 ] [ 105 ] [ 236 ] |
| 1978 | Bäddat för tre                                         | Claude Magnier                                                                                              | Riksteatern 4 september 1978–                                                                                  |     |                                                                                                  | [ 237 ]                 |
| 1980 | Änkeman Jarl                                           | Vilhelm Moberg                                                                                              | Komediteatern på Gröna Lund + turné 8 september 1980–                                                          |     |                                                                                                  | [ 239 ]                 |
| 1986 | Spel för en drottning                                  | Gunilla Roempke                                                                                             | Confidencen 20 augusti 1986–                                                                                   | 15  |                                                                                                  | [ 240 ] [ 241 ]         |
| 1988 | Siri Brahe                                             | Gustav III                                                                                                  | Confidencen 9 maj 1988–                                                                                        | ≥19 |                                                                                                  | [ 166 ] [ 242 ]         |
| 1989 | Hur andra älskar How The Other Half Loves              | Alan Ayckbourn                                                                                              | Intiman 29 september 1989–                                                                                     | 133 |                                                                                                  | [ 172 ]                 |
| 1992 | Vägen till Karlberg                                    | Einar Lyth                                                                                                  | I ett cirkustält utanför Karlbergs slott 23 maj 1992                                                           | 1   | Framförd vid Krigsskolans 200-årsjubileum.                                                       | [ 243 ] [ 244 ]         |
| 1996 | Himladjuren                                            | Eva Moberg                                                                                                  | Jönköpings teater 9 februari 1996–                                                                             | 41  |                                                                                                  | [ 246 ]                 |
| 2000 | Leka med elden                                         | August Strindberg (bearbetning: Olof Thunberg)                                                              | Kullehusteatern sommaren 2000                                                                                  |     |                                                                                                  | [ 247 ]                 |

## Manus och bearbetningar
| År   | Produktion                                                                                           | Regi           | Teater | ggr | Kommentar                                    | Ref.                    |
| ---- | --- | -------------- | --- | --- | -------------------------------------------- | ----------------------- |
| 1950 | Bara kuta runt Gösta Norén och Olof Thunberg                                                         | Olof Thunberg  | Västerås teater 3–5 mars 1950 |     | Crazyoperett.                                | [ 248 ] [ 249 ]         |
| 1950 | Törnrosa Gösta Norén och Olof Thunberg                                                               | Olof Thunberg  | Västerås teater cirka 24–26 mars 1950 (5 föreställningar) Oscarsteatern 28–29 oktober 1950 (2 föreställningar)                                      | 7   | Gästspel från Västerås läroverk, elevteater. | [ 204 ] [ 251 ]         |
| 1984 | Ur svenska hjärtans djup Olof Thunberg med klassiska svenska texter                                  | Hans Bergström | Spektakelhuset/Riksteatern 7 november 1984–21 februari 1985 (54 ggr) Intiman ca 10–19 april 1985 (7 ggr) Spektakelhuset mars 1985 – åtminstone 1992 | >61 | Revy.                                        | [ 139 ] [ 140 ] [ 141 ] |
| 1988 | Siri Brahe Gustav III (bearbetning: Olof Thunberg)                                                   | Olof Thunberg  | Confidencen 9–31 maj 1988 28 juni–7 juli 1988 |     |                                              | [ 166 ]                 |
| 1989 | Soldaten Svejk Olof Thunberg och Hans Bergström efter Jaroslav Haseks roman                          | Hans Bergström | Östgötateatern 20 januari 1989– | 82  |                                              | [ 252 ] [ 170 ]         |
| 1998 | Bamses födelsedagskalas Olof Thunberg efter en berättelse i Rune Andréassons Bamse-tidning från 1978 | Pernilla Skifs | Spektakelhuset/Folkparkerna 1 juni 1998– |     |                                              | [ 254 ]                 |
| 2000 | Leka med elden August Strindberg (bearbetning: Olof Thunberg)                                        | Olof Thunberg  | Kullehusteatern sommaren 2000 |     |                                              | [ 247 ]                 |

## Förinspelad röst
| År   | Roll                 | Produktion                                                                                           | Regi                            | Teater                                                    | ggr | Ref.                    |
| ---- | -------------------- | --- | ------------------------------- | --------------------------------------------------------- | --- | ----------------------- |
| 1958 |                      | Himlaspelet Rune Lindström                                                                           | Michael Meschke                 | Marionetteatern 26 september 1958–                        |     | [ 255 ]                 |
| 1963 | lejonet              | Trollkarlen från Oz                                                                                  | Luisa och Michael Meschke       | Marionetteatern 15 september 1963–                        |     | [ 257 ] [ 258 ] [ 259 ] |
| 1966 |                      | Full i skratt i spindelhatt Ria Paqualin                                                             |                                 | Parklekens marionetteater 7 juni 1966–                    |     | [ 260 ]                 |
| 1969 | Nalle Puh            | Nalle Puh                                                                                            | Michael Meschke                 | Marionetteatern 9 november 1969–                          |     | [ 261 ] [ 262 ] [ 263 ] |
| 1970 | Nalle Puh            | Mera Nalle Puh Michael Meschke och Ing-Marie Tirén                                                   | Michael Meschke                 | Marionetteatern 26 september 1970–                        |     | [ 264 ]                 |
| 1985 | Rösten               | Bamse – världens starkaste björn Håkan Jonson och Birgitta Sundberg efter Rune Andréassons serie     | Birgitta Sundberg, Jan Tiselius | Fria Teatern, Högdalen 20 januari 1985–                   | 307 | [ 265 ] [ 266 ] [ 267 ] |
| 1998 |                      | Bamse och mini-draken Rune Andréasson                                                                |                                 | Bamseteatern på Bamses värld 2 maj 1998–30 september 2012 |     | [ 271 ] [ 272 ] [ 273 ] |
| 1998 | Bamse                | Bamses födelsedagskalas Olof Thunberg efter en berättelse i Rune Andréassons Bamse-tidning från 1978 | Pernilla Skifs                  | Spektakelhuset/Folkparkerna 1 juni 1998–                  |     | [ 275 ]                 |
| 2018 | Mats Erson Lagmannen | Himlaspelet (baserad på 1958 års uppsättning) Rune Lindström                                         | Michael Meschke                 | Föreningen Himlaspelet 1–2 juli 2018                      | 3   | [ 277 ] [ 278 ] [ 279 ] |